# Bonga
José Adelino Barceló de Carvalho, conhecido artisticamente como Bonga ou Bonga Kwenda (Caxito, 5 de setembro de 1942), é um cantor e compositor angolano, também conhecido como desportista e ativista da independência de Angola.

## Biografia
Barceló de Carvalho nasceu na localidade de Porto Quipire, actualmente um bairro da cidade de Caxito, capital da província do Bengo, poucos quilómetros ao norte de Luanda, na Angola Portuguesa.
A sua infância foi passada em bairros como os Coqueiros, Ingombota, Bairro Operário, Rangel e no Marçal. Aí vive-se um ambiente intimista de preservação das músicas e tradições angolanas, marginalizadas pela dominação colonialista presente na época. O folclore dos musseques (bairros pobres) cedo fascinou o pequeno Barceló de Carvalho e por isso começou a frequentar e a participar das turmas dos bairros típicos de Angola, onde iniciou a sua actividade musical. Foi no bairro do Marçal que fundou o grupo “Os Kissueias do Ritmo”. Barceló resolve criar o seu próprio estilo musical, afirmando a especificidade da cultura angolana, numa época muito conturbada.
Bonga é produto de uma geração aguerrida e marginalizada que resiste à aculturação da sociedade marginal através do respeito pela música tradicional de Angola. A cultura angolana era dominada pela colonização portuguesa de então (Estado Novo), daí que tanto a língua como a música tradicional fossem discriminadas e impedidas de se manifestar em plenitude.

## No desporto
Barceló de Carvalho sempre se sentiu atraído pelo atletismo. Tudo começou ainda muito jovem quando revelou perante os seus amigos do bairro ser o mais rápido nas corridas e nas fugas. Depois começou oficialmente a correr no S. Paulo do Bairro Operário, rotulado pejorativamente como o “club dos pretos”. Ingressou no Clube Atlético de Luanda.
Em 1966, com 23 anos, após ter alcançado os maiores títulos de Angola em 100, 200, e 400 metros, a sua entrada em Portugal dá-se aquando de um convite do Sport Lisboa e Benfica, que se deveu às suas múltiplas vitórias nos campeonatos em Angola. O objectivo deste convite é a prática semi-profissional de atletismo. É entre 1966 e 1972 que Barceló de Carvalho atinge por sete vezes o estatuto de campeão e permanente recordista de atletismo: onze internacionalizações nos 400 metros, nos 200 e 400 metros na taça da Europa de 1967, nove nos 4 × 400 metros e seis nos 200 metros, além de várias vitórias em torneios, tal como o prémio de Viseu em 1968 (400 metros), o Torneio Toddy em 1969 (100 metros), o II Grande Prémio das Festas de Santo António, etc.

## Ativismo político e internacionalização
Barcelo de Carvalho é já um nacionalista convicto. Portugal era então regido pela política repressiva e fascista de Salazar e Caetano. Com o início dos movimentos a favor da independência das ex-colónias portuguesas, Barceló de Carvalho usa a sua liberdade de movimentos proporcionada pelo seu estatuto de atleta recordista para passar mensagens entre compatriotas que lutam pela independência em Angola. Por este motivo é obrigado a fugir de Portugal para a Países Baixos, uma vez que começa a ter problemas com a polícia do Estado-Novo, a Pide.
Em 1972, nos Países Baixos lança o seu primeiro álbum “Angola 72”, onde canta a revolução e o amor à pátria. É por esta altura que Barceló de Carvalho passa a chamar-se Bonga. Adopta um nome africano que significa “aquele que vê, aquele que está à frente e em constante movimento”.
Barceló de Carvalho está consciente de que a cultura e a música africana ainda não é respeitada enquanto tal no mundo dos europeus, ditos civilizados. É esse o fundamento de uma consciência da necessidade da independência, da libertação, do povo e da pátria, tornando-se uma voz e o rosto da angolanidade no mundo. Os anos 70 são os tempos da arte-combate, onde estão espelhadas nobres e profundas convicções e aspirações a favor das ex-colónias portuguesas e contra o colonialismo. “Angola 72" está por esta altura proibido em Portugal e Angola, pela sua ressonância política e consciência crítica.
Barceló de Carvalho actua pela primeira vez nos Estados Unidos em 1973, aquando da celebração da independência da Guiné-Bissau, integrado num espectáculo de homenagem à cultura lusófona. Eis que surge a Dipanda (independência) em Angola e com ela Bonga atinge o estatuto simbólico de embaixador da música angolana. Dá-se o 25 de abril e Bonga lança “Angola 74”. Em África as independências sucedem-se. Bonga está em Paris e regista no consulado português em França o seu nome artístico,
Os anos 80 são tempos de apogeu internacional, comercial e cultural: é o primeiro artista africano a actuar a solo, dois dias consecutivos no Coliseu dos Recreios, símbolo da música portuguesa, é o primeiro africano Disco de Ouro e de Platina em Portugal. O seu sucesso estende-se para lá das fronteiras lusófonas e Barceló de Carvalho actua no Apolo em Harlem, no S.O.B. de Nova Iorque; no Olympia de Paris, na Suíça, no Canadá, nas Antilhas e em Macau. O seu sucesso é resultado de um trabalho árduo, intensivo e metódico e de uma imaginação criativa que caracteriza toda a sua carreira.
Em 1988, Barceló de Carvalho regressa a Portugal, dezassete anos após ter fugido clandestinamente. Bonga regressa não como recordista do atletismo, mas como recordista de vendas e popularidade, que canta música de intervenção, revolucionaria e carismática. Um dos motivos pelos quais Barcelo de Carvalho não regressa definitivamente a Angola é porque a independência pós-colonial desintegrou-se em corrupção, tirania e guerra. Assim sendo, Barceló de Carvalho manteve uma aguda consciência crítica relativamente aos líderes políticos de ambas as partes.

## Prémios
Barceló de Carvalho recebeu a distinção de “Cavaleiro da Ordem das Artes e das Letras” pelo governo francês. A menção honrosa foi entregue pelo Ministério da Cultura de França, numa cerimónia a 10 de dezembro 2014, em Angola. Em 2016 o Nirvana Studios homenageou Bonga com uma estrela no Muro da Fama.

## A marca “Bonga”
Bonga cria uma fusão entre a sua pessoa e a música de Angola, tornando-as indissociáveis e tendo como maior estandarte, o Semba, um ritmo tradicional angolano correspondente ao samba brasileiro, mas precursor deste.
Também interpretou géneros musicais cabo-verdianos, sendo responsável pela adulteração da coladeira “Sodade” para uma morna, 18 anos antes de Cesária Évora a tornar mundialmente famosa.
Barceló de Carvalho recebeu inúmeros prémios de popularidade e homenagens relativamente à sua obra, onde conta com distinções várias, medalhas e discos de ouro e de platina. Barceló de Carvalho manifestou inúmeras vezes a sua solidariedade e altruísmo dando concertos de beneficência para instituições como a MRAR, a Amnistia Internacional, FAO, ONU, UNICEF e também este concerto que se realizará no C.C.F. a 31 de janeiro, reverterá a favor da ação missionária dos Capuchinhos em Angola. Para além disso participou em CDs como, por exemplo, “Em Português Vos Amamos” dedicado a Timor, “Paz em Angola” ou ainda “Todos Diferentes, Todos Iguais”, um marco na luta contra o racismo.
Tem mais de 300 composições da sua autoria, 32 álbuns, 6 videoclipes, 7 bandas sonoras de filmes, e álbuns com inúmeras reedições em todo mundo.
Seus temas têm sido interpretados por ilustres artistas como no Brasil Martinho da Vila, Alcione e Elsa Soares, em França, Mimi Lorca, na República Democrática do Congo, Bovic Bondo Gala, no Uruguai, Heltor Numa de Morais, e muitos artistas angolanos da nova vaga.
Barceló de Carvalho, com mais de trinta anos de carreira, é recordista de vendas dos seus 32 álbuns, em todo o mundo, convidado para muitos espetáculos que contribuem para a imagem positiva do seu país.

## Discografia

### Álbuns
- Angola 72 (1972, 1997)
- Angola 74 (1974, 1997)
- Raízes (1975)
- Angola 76 (1976)
- Racines (1978)
- Kandandu (1980)
- Kualuka Kuetu (1983)
- Marika (1984)
- Sentimento (1985)
- Massemba (1987)
- Reflexão (1988)
- Malembe Malembe (1989)
- Diaka (1990)
- Jingonça (1991)
- Pax Em Angola (1991)
- Gerações (1992)
- Mutamba (1993)
- Tropicalíssimo (1993)
- Traditional Angolan Music (1993)
- Fogo na Kanjica (1994)
- O Homem do Saco (1995)
- Preto e Branco (1996)
- Roça de Jindungo (1997)
- Dendém de Açúcar (1998)
- Falar de Assim (1999)
- Semba N'Gola (2000)
- Mulemba Xangola (2001)
- Kaxexe (2004)
- Maiorais (2006)
- Bairro (2011)
- Hora Kota (2011)
- Recados de Fora (2016)

### Compilação
- Paz em Angola (1991)
- Katendu (1993)
- 20 Sucessos de Ouro (1995)
- O'Melhor De Bonga (2001)
- Best Of Bonga (2009)

### Live
- Swinga Swinga (1996)
- Bonga Live (2005)